# Генріх I де Гіз
Генріх I де Гіз (фр. Henri de Guise, 31 грудня 1550 — 23 грудня 1588) — французький аристократ, 3-й герцог Гіз, військовий та політичний діяч часів Релігійних війн, мав прізвисько Мічений (фр. Ba'afré).

## Життєпис
Походив з впливового аристократичного роду Гізів. Син Франсуа де Гіза, лідера католиків, та Анни д'Есте, онуки короля Людовика XII.
Вже у 13 років став учасником військових подій, був поряд з батьком під час облоги Орлеану у 1563 році. Після вбивства останнього, поклявся помститися гугенотам. Втім Генріха відправили навчатися під опікою дядька Карла де Гіза, кардинала Лотаринзького. У 1565 році вирушив до Угорщини, де здобув військовий досвід, беручи участь у війні з Османською імперією.
У 1567 році повернувся до Франції, де хоробро бився проти гугенотів при Сен-Дені. Згодом переміг у битві при Жарнаці, Монкотурі, обороні Пуатьє у 1569 році. Тоді ж став коханцем Маргарити Валуа, маючи намір одружитися з нею й отримати право на трон. Проти цього виступили Катерина Медічі та король Карл IX, змусивши Генріха Гіза у 1570 році одружитися з Катериною Клевською.
Упродовж 1571 року Генріх Гіз на чолі католицької партії намагався збройно протидіяти посиленню впливу гугенотів на чолі із Гаспаром Коліньї. У 1572 році бере активну участь у Варфоломіївській ночі, під час якої за його наказом знищили низку очільників гугенотів. Водночас він надав притулок своїм родичам-протестантам, зокрема бабці Рене Французькій.
У 1575 році у битві при Домрансе розбив німецьких найманців, що йшли на допомогу гугенотам. Під час переслідування ворога отримав поранення в обличчя — звідси його прізвисько мічений. Цікаво, що таке саме прізвисько мав батько Генріха Гіза — Франсуа.
У 1576 році став ініціатором створення Ліги на підтримку католицизму й знищення гугенотів. Поступово його авторитет і вплив як лідера католиків зріс. Водночас втратив повагу король Генріх III, який намагався замирити обидві сторони. Тоді король оголосив про свій вступ до Ліги, намагаючись її приборкати. Для вдоволення амбіцій Генріха де Гіза у 1579 році король зробив його кавалером елітарного ордену Святого Духа. Війна знову почалася, завершилася успіхом католиків — миром у Періге в 1580 році. Втім це сприяло ще більшій славі Гіза.
У 1584 році став відомим план щодо оголошення Генріха Бурбона, короля Наварри, спадкоємцем трону у разі навернення того до католицтва. Ця звістка стала приводом до дії Ліги тепер і проти короля. Того ж року Генріх де Гіз у Жуенвілі підписав угоду щодо фінансової підтримки Ліги з боку Іспанії. У 1585 році Ліга змусила короля підписати з неї Немурський договір й знову розпочати війну проти гугенотів. Протягом 1587 року Генріх Гіз здобув перемоги при Віморі та Оно.
У 1588 році спалахнуло повстання містян Парижа проти короля Генріха III, який опинився в облозі у Луврі (так званий День барикад). Завдяки діям прибулого Генріха Гіза вдалося замирити парижан з королем. Навзаєм Генріх III погодився на всі умови Ліги, перш за все призначення Генріха Гіза генерал-лейтенантом королівської армії (тобто усі війська тепер підпорядковувалися Гізам).
Водночас за наполяганням ліги відбулися збори Генеральних Штатів, де планувалося отримати кошти на продовження війни проти гугенотів, заборонити королю визнавати спадкоємцем трону протестанта, наступним кроком могло бути визнання Генріха де Гіза спадкоємцем трону. Засідання Штатів проходили у замку Блуа.
23 грудня 1588 року король запросив Генріха Гіза та його брата Людовика, кардинала Гіза, до себе. Тут наказав своїй особистій охороні вбити обох Гізів, потім їхні тіла порубали на шматки, спалили у каміні й рештки викинули надвір. Після цього Генріх III сказав матері: «Я знову король!».

## Родина
Дружина — Катерина (1548—1633), донька Франциска I Клевського, герцога Неверського
Діти:
- Карл (1571—1640), 4-й герцог де Гіз.
- Генріх (1572—1574).
- Катерина (1573).
- Людовик (1575—1621), кардинал де Гіз, архієпископ Реймський.
- Карл (1576).
- Марія (1577—1582).
- Клод (1578—1657), герцог де Шеврез.
- Катерина (1579).
- Христина (1580).
- Франсуа (1581—1582).
- Рене (1585—1626), абатиса монастиря Святого Петра у Реймсі.
- Жанна (1586—1638), абатиса монастиря у Жуаррі.
- Луїза-Маргарита (1588—1631), спочатку дружина Франсуа де Бурбона-Конті, потім Франсуа де Бассомп'єра.
- Франсуа Олександр (1589—1614), шевальє де Гіз.